# Marchin On
Marchin On je píseň americké rockové skupiny OneRepublic. Píseň pochází z jejich druhého alba Waking Up. Produkce se ujal člen skupiny Ryan Tedder. Tato píseň se také nachází na
třetím studiovém albu Timbalanda Shock Value 2, ale v remixové verzi.

## Hitparáda
| Země        | Umístění |
| ----------- | -------- |
| Rakousko    | 7        |
| Německo     | 6        |
| Polsko      | 7        |
| Švýcarsko   | 37       |
| Nový Zéland | 23       |
| Česko       | 42       |